# Manuel Cardoni
Manuel Cardoni (ur. 22 września 1972) – luksemburski piłkarz występujący na pozycji pomocnika. Trener piłkarski.

## Kariera klubowa
Cardoni seniorską karierę rozpoczynał w 1990 roku w zespole US Rumelange. W 1992 roku trafił do zespołu Jeunesse Esch. W 1995 oraz w 1996 roku zdobył z nim mistrzostwo Luksemburga. W tych samych latach został wybrany Luksemburskim Piłkarzem Roku.
W 1996 roku przeszedł do niemieckiego Bayeru 04 Leverkusen. W Bundeslidze zadebiutował 28 sierpnia 1996 roku w przegranym 2:4 pojedynku z Bayernem Monachium. Było to jednak jedyne spotkanie rozegrane przez niego w pierwszej drużynie Bayeru. W 1997 roku został odesłany do jego rezerw i spędził w nich rok.
W 1998 roku Cardoni wrócił do Jeunesse Esch. Tym razem występował tam przez 7 lat. W tym czasie zdobył z zespołem 2 mistrzostwa Luksemburga (1999, 2004) i 2 Puchary Luksemburga (1999, 2000). Dwukrotnie został także uznany Piłkarzem Roku (1999, 2000). W 2006 roku zakończył karierę.

## Kariera reprezentacyjna
W reprezentacji Luksemburga Cardoni zadebiutował 20 maja 1993 roku w zremisowanym 1:1 meczu eliminacji Mistrzostw Świata 1994 z Islandią. 22 lutego 1995 roku w wygranym 1:0 pojedynku eliminacji Mistrzostw Europy 1996 z Maltą strzelił pierwszego gola w kadrze.
W latach 1993–2004 w drużynie narodowej rozegrał w sumie 68 spotkań i zdobył 5 bramek.